# Довжківська сільська рада (Славутський район)
До́вжківська сільська́ ра́да — адміністративно-територіальна одиниця та орган місцевого самоврядування у Славутському районі Хмельницької області. Адміністративний центр — село Довжки.

## Загальні відомості
Довжківська сільська рада утворена в 1967 році.
- Територія ради: 26,82 км²
- Населення ради: 952 особи (станом на 2001 рік)

## Населені пункти
Сільській раді підпорядковані населені пункти:
- с. Довжки

## Склад ради
Рада складається з 16 депутатів та голови.
- Голова ради: Мельник Наталія Дмитрівна
- Секретар ради: Бабицька Валентина Петрівна

### Керівний склад попередніх скликань
| Прізвище, ім'я, по батькові | Основні відомості                                                 | Дата обрання | Дата звільнення |
| --------------------------- | ----------------------------------------------------------------- | ------------ | --------------- |
| Мельник Наталія Дмитрівна   | Сільський голова, 1974 року народження, освіта вища               | 26.03.2006   | 31.10.2010      |
| Мельник Наталія Дмитрівна   | Сільський голова, 1974 року народження, освіта вища, позапартійна | 31.10.2010   |                 |

Примітка: таблиця складена за даними сайту Верховної Ради України

### Депутати
За результатами місцевих виборів 2010 року депутатами ради стали:

#### За суб'єктами висування
| Суб'єкт висування           | Кількість обраних депутатів | %    |
| --------------------------- | --------------------------- | ---- |
| Самовисування               | 11                          | 68,8 |
| Комуністична партія України | 3                           | 18,8 |
| Єдиний Центр                | 1                           | 6,3  |
| Народна партія              | 1                           | 6,3  |

#### За округами
| № округу                    | Прізвище, ім'я, по батькові      | Дата визнання обраним | Освіта             | Партійна приналежність            | Відомості про обраного депутата                         |
| --------------------------- | -------------------------------- | --------------------- | ------------------ | --------------------------------- | ------------------------------------------------------- |
| Єдиний Центр                |                                  |                       |                    |                                   |                                                         |
| 16                          | Корбанюк Валентина Володимирівна | 01.11.2010            | середня            | член Єдиного Центру               | пенсіонер                                               |
| Комуністична партія України |                                  |                       |                    |                                   |                                                         |
| 11                          | Кравчук Антоніна Петрівна        | 01.11.2010            | середня спеціальна | член Комуністичної партії України | школа, кухар                                            |
| 12                          | Артюх Лариса Володимирівна       | 01.11.2010            | середня спеціальна | позапартійна                      | тимчасово не працює                                     |
| 14                          | Коробіцина Валентина Петрівна    | 01.11.2010            | середня            | член Комуністичної партії України | фельдшерсько-акушерський пункт, молодша медична сестра  |
| Народна Партія              |                                  |                       |                    |                                   |                                                         |
| 15                          | Юхимець Віктор Іванович          | 01.11.2010            | вища               | позапартійний                     | Фермерське господарство «Селянка 2006», механізатор     |
| Самовисування               |                                  |                       |                    |                                   |                                                         |
| 1                           | Кравчук Валентина Сергіївна      | 01.11.2010            | середня            | позапартійна                      | Довжківська сільська рада, технічний працівник          |
| 2                           | Ніколайчук Яків Ничипорович      | 01.11.2010            | середня            | член Партії регіонів              | пенсіонер                                               |
| 3                           | Нікітчук Надія Миколаївна        | 26.12.2010            | середня            | позапартійна                      | Територіальний центр, соціальний працівник              |
| 4                           | Бабицький Ігор Вікторович        | 01.11.2010            | вища               | позапартійний                     | відділ сім'ї, молоді та спорту РДА, головний спеціаліст |
| 5                           | Дячук Леонід Михайлович          | 01.11.2010            | середня спеціальна | позапартійний                     | Фермерське господарство «Селянка 2006», механізатор     |
| 6                           | Чернюк Тетяна Петрівна           | 01.11.2010            | середня спеціальна | позапартійна                      | пенсіонер                                               |
| 7                           | Тимощук Тетяна Петрівна          | 01.11.2010            | середня спеціальна | позапартійна                      | КП «Довжківське», продавець                             |
| 8                           | Холод Тетяна Іванівна            | 26.12.2010            | вища               | позапартійна                      | Довжківська загальноосвітня школа I-III ст., вчитель    |
| 9                           | Холод Олена Петрівна             | 01.11.2010            | середня            | позапартійна                      | Довжківська сільська рада, бухгалтер                    |
| 10                          | Іванюк Валентина Степанівна      | 01.11.2010            | середня            | позапартійна                      | тимчасово не працює                                     |
| 13                          | Бабицька Валентина Петрівна      | 01.11.2010            | середня спеціальна | позапартійна                      | Довжківська сільська рада, секретар                     |

## Господарська діяльність
Основним видом господарської діяльності сільської ради є сільськогосподарське виробництво.

## Населення
Згідно з переписом УРСР 1989 року чисельність наявного населення сільської ради становила 1149 осіб, з яких 499 чоловіків та 650 жінок.
За переписом населення України 2001 року в сільській раді мешкали 943 особи.

### Мова
Розподіл населення за рідною мовою за даними перепису 2001 року:
| Мова       | Відсоток |
| ---------- | -------- |
| українська | 99,68 %  |
| російська  | 0,32 %   |